# Prionostemma coxale
Prionostemma coxale is een hooiwagen uit de familie Sclerosomatidae.